# Iglesia de San Juan (Bohí)

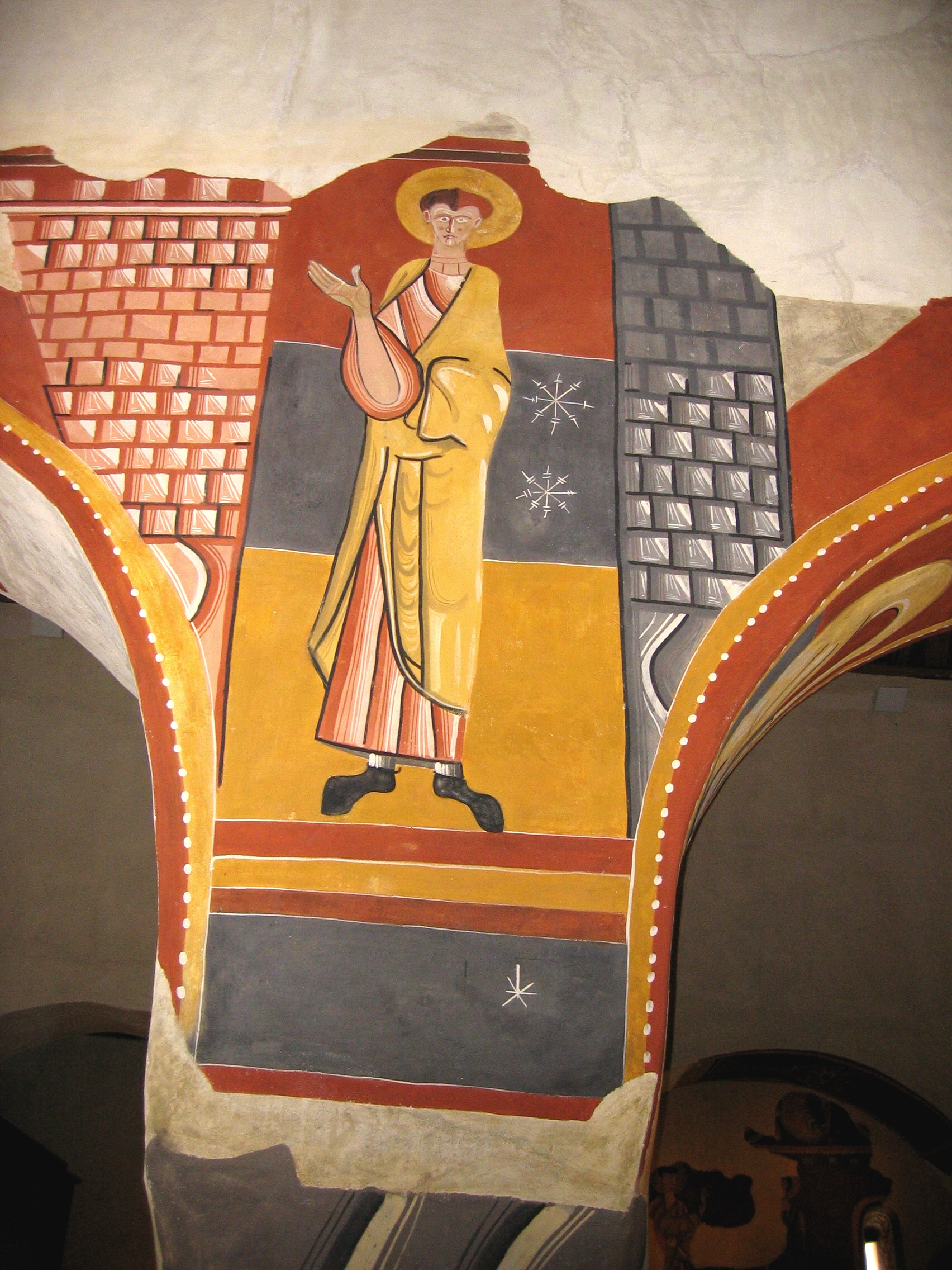
Pintura románica de San Juan de Bohí

La iglesia de San Juan (en catalán: església de Sant Joan) es un pequeño templo rural construido en la localidad leridana de Bohí, en el valle del mismo nombre, Cataluña, España. Es contemporánea de las demás iglesias del contorno y probablemente hecha por los mismos maestros constructores. Como ellas, corresponde al estilo románico lombardo, con sus características especiales.
En 1962, fue declarada Monumento Histórico-Artístico (Bien de Interés Cultural) y, en el 2000, Patrimonio de la Humanidad por la Unesco, dentro del conjunto de las Iglesias románicas catalanas del Valle de Bohí.

## Descripción del edificio

### Iglesia
Es de planta basilical de tres naves, con cubierta de madera a dos aguas, ábside central y dos absidiolos. Sus paredes (tanto en el interior como en el exterior) estuvieron decoradas con pinturas románicas al fresco, obra del llamado Maestro de Bohí, que fue rescatada y llevada al Museo Nacional de Arte de Cataluña (MNAC) para mejor conservación y custodia.

### Torre
La iglesia sufrió un importante incendio en el siglo XIII. Su torre se vio gravemente afectada, perdiendo los tres cuerpos superiores. Se conservan los tres cuerpos inferiores, que presentan la misma disposición de las demás torres del valle, con la separación de pisos por medio de arquillos ciegos y esquinillas, tal y como corresponde a la decoración lombarda. En cada cara se abren ventanas geminadas con dobles columnillas, cuyas zapatas están orientadas perpendicularmente a la pared de la torre.
Todas las torres del valle de Bohí siguen el canon (o proporción de medidas) de los minaretes, que consiste en que la altura es igual al perímetro.[cita requerida]

## Pinturas románicas
El tema se centra en las profecías de Daniel y en la lapidación del primer santo cristiano martirizado, San Esteban. Se aprecia también el dibujo de un animal fantástico que tiene una flor de lis en la boca; este tema está reproducido en el muro norte de la iglesia.

## Tallas románicas
Se guardan también en el MNAC. Son cuatro tallas que pertenecieron a un Descendimiento y que se han catalogado como de la escuela de Erill-la-Vall. Hay también un frontal de altar pintado, del siglo XIII, dedicado a San Pedro.